# سليمان بن طرف
سليمان بن طرف يُعد من أبرز الشخصيات التي ارتبط اسمها بنشأة الكيان المعروف بـالمخلاف السليماني، وإن كانت بعض الروايات تختلف حول ما إذا كان هو المؤسس الفعلي له. تولى سليمان رئاسة المخلاف السليماني لمدة 20 عام، وقد رفعه طموحه إلى إنشاء تلك الإمارة و شملت مخلافي حكم وعثر الممتد من قرية حلي بن يعقوب شمالاً، إلى قرية الموسم جنوباً. و كانت مدينة عثر عاصمة لأمارته.
يفيدنا التاريخ أن تهامة المخلاف خضعت لحكم الدولة الزيادية التي بدأت حكمها باسم العباسيين منذ سنة 204 هـ على يد محمد بن زياد القادم من عند الخليفة المأمون. وتوالى الأمراء بعد المؤسس ابن زياد، فتولى ابنه إبراهيم بن زياد ثم ابنه زياد بن إبراهيم بن زياد ثم أخوه أبو الجيش إسحاق بن إبراهيم ين زياد، وهو الذي طالت مدة حكمه حتى بلغت ثمانين سنة، فتشعبت عليه البلاد، وأستقل كثير ممن كان ينضوي تحت حكمه، ومنهم سليمان بن طرف.ويذكر صاحب غاية الأماني قائلاً في أحداث سنة 290 هـ: «وبعد موت إبراهيم بن محمد أمير الدولة الزيادية التي عاصمتها زبيد، تولى ابنه اسحاق بن إبراهيم الملقب بأبي الجيش، وطالت مدته نحو ثمانين سنة حتى تشعبت عليه أطراف بلاده وخالف عليه كثير ممن كان يعتزي إليه ظاهر الأمر ومن أولئك الأمير سليمان ابن طريف صاحب عثر، وكانت بلاده واسعة مسيرة سبعة أيام طولاً في عرض يومين.»

## نسبه
من الاختلافات حول نسبه و تواجده:
- أنه من قبيلة بنو حكم،[3][4] من ذرية الصحابي عبدالجد الحكمي.[5] والحكم نسبهم مختلف بين الهون بن خزيمة[6] وسعد العشيرة.[7]

- أنه من بنو طرف موالي بنو مخزوم من قريش.[8][9]
- وهناك من ينكر تواجده وينسب توحيد المخلاف إلى الأشراف السليمانيون من بني سليمان.[10][11] نسبة الى سليمان بن عبدالله الرضا الذي كان أول من غادر مكة متوجهًا نحو الجنوب وسكن بالمنطقة وجعلها تحت حكمه. وبذلك، أصبحت بلاده تعرف لدى أشراف مكة بمخلاف سليمان.[12]